# 两色杜鹃
两色杜鹃（学名：Rhododendron dichroanthum sp. dichroanthum）为杜鹃花科杜鹃花属下的一个亚种。